# Кувейт на летних Олимпийских играх 1976
Кувейт принимал участие в Летних Олимпийских играх 1976 года в Монреале (Канада) в третий раз за свою историю, но не завоевал ни одной медали.

## Результаты

### Водные виды спорта

#### Прыжки в воду
Мужчины
| Соревнование      | Спортсмены        | Предварительный раунд | Предварительный раунд | Финал                | Финал                |
| Соревнование      | Спортсмены        | Результат             | Место                 | Результат            | Место                |
| ----------------- | ----------------- | --------------------- | --------------------- | -------------------- | -------------------- |
| трамплин, 3 метра | Сулейман Кабазард | 216,93                | 27                    | завершил выступление | завершил выступление |